# Tormühle

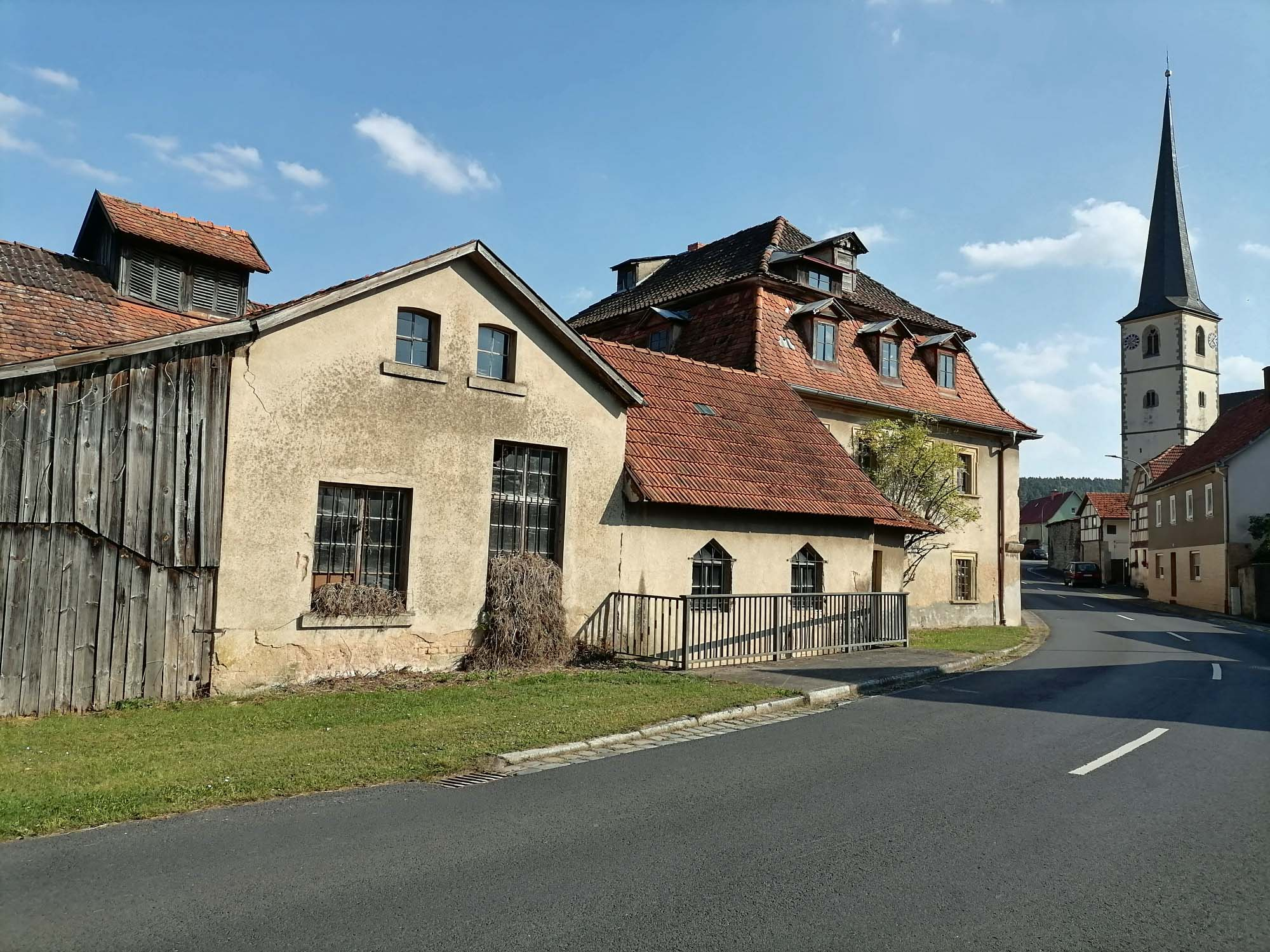
Tormühle in Mitteltreu

Die Tormühle ist eine Wassermühle in der Gemeinde Mittelstreu im Landkreis Rhön-Grabfeld. Die Tormühle liegt an der Streu.

## Geschichte
Die Tormühle wurde um 1696 erbaut. Sie ist die älteste von drei Mühlen in Mittelstreu. Sie besitzt ein charakteristisches Walmdach mit Dachgauben. Die Tormühle ist ein typischer Rokokobau. Über der Eingangstüre befindet sich das Familienwappen von Nikolaus Philippi und seiner Gattin Eva Margaretha.

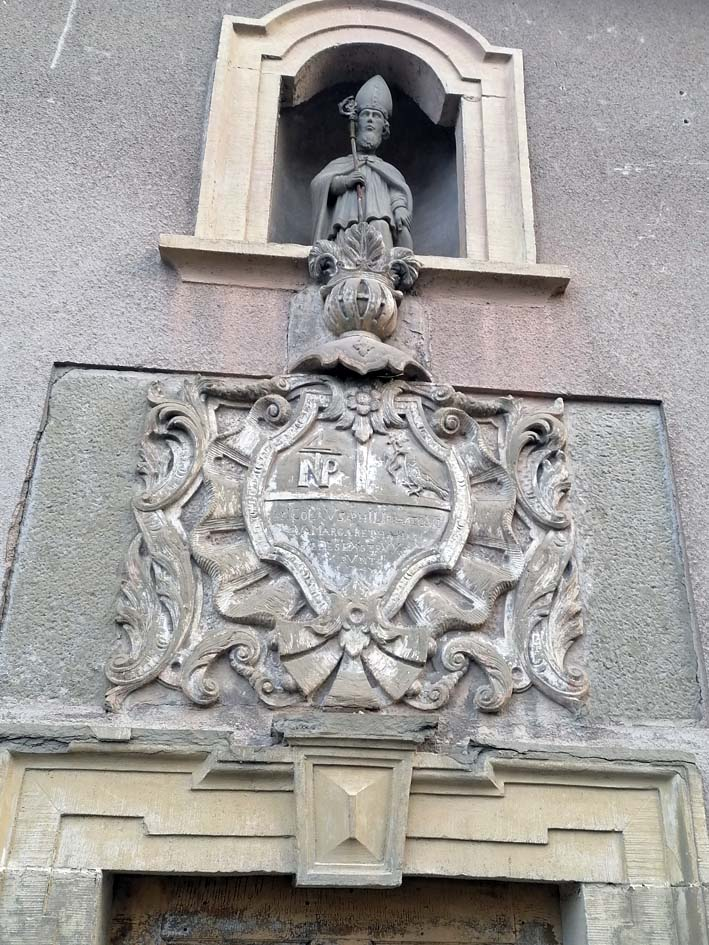
Die Tür der Tormühle